# Stadsskogen, Nora
Stadsskogen är ett kommunalt naturreservat i Nora kommun i Örebro län.
Området är naturskyddat sedan 2004 och är 64 hektar stort. Reservatet ligger nordost om Nora och består av gammal barrskog.